# Odontolabis vollenhovii
Odontolabis vollenhovii is een keversoort uit de familie vliegende herten (Lucanidae). De wetenschappelijke naam van de soort werd in 1864 gepubliceerd door Frederic John Sidney Parry.
De soort komt voor op Borneo. De soortnaam is een eerbetoon aan Samuel Constantinus Snellen van Vollenhoven, toenmalig directeur van het zoölogisch museum van Leiden.